# 段义
段义（?—?），又名段信苴义。元朝辖下的第八位世袭大理总管。
淡生堂本、王本《南诏野史》作“段隆之族弟”，《增订南诏野史》作“段俊之族弟”，南京本《南诏野史》作“段俊之子”，根据《大理赵州南山华藏寺经记》、《妙观和尚道行碑铭》段义为段贤之子，段正之侄，段福（段兴智之叔）的曾孙。
原任蒙化州知州，据《增订南诏野史》段义于1332年（至顺三年）继任总管，因助元军镇压中庆路（治今昆明）阿容禾，升云南行省参政。当年去世。一作元惠宗元统元年（1333年）袭职，封承务郎、蒙化知州。段隆之子（一作段义之子）段光继任大理总管。
但元至正九年（1349年）杭州佛日禅寺觉瑞撰《大理赵州南山华藏寺大藏经记》文有“奉训大夫大理路总管段信直义”，说明段义到1349年，依然是大理总管。